# Вербин, Николай Николаевич
Николай Николаевич Вербин (1920—1990) — подполковник Советской Армии, участник Великой Отечественной войны, Герой Советского Союза (1945).

## Биография
Николай Вербин родился 25 декабря 1920 года в станице Новокубанская (ныне — город Новокубанск Краснодарского края) в крестьянской семье. Окончил 10 классов школы, в 1940 году — два курса Краснодарского педагогического института, после чего некоторое время работал учителем начальной школы. В октябре 1940 года Вербин был призван на службу в Рабоче-крестьянскую Красную Армию, был заместителем политрука роты 75-го отдельного батальона войск НКВД СССР в Ростове-на-Дону. С ноября 1941 года — на фронтах Великой Отечественной войны. Прошёл путь до командира стрелковой роты. В июле 1942 года Вербин окончил курсы младших лейтенантов, в апреле 1944 года — курсы «Выстрел» в Ульяновске. Принимал участие в боях на Северо-Кавказском, 2-м и 3-м Украинском, 1-м Белорусском фронтах. В 1944 году он вступил в ВКП(б). В боях два раза был ранен.
Принимал участие в боях за Ростов в 1941 году, Ясско-Кишинёвской операции, боях на Магнушевском плацдарме, Висло-Одерской и Берлинской операциях. К февралю 1945 года гвардии старший лейтенант Николай Вербин командовал ротой 288-го гвардейского стрелкового полка 94-й гвардейской стрелковой дивизии 5-й ударной армии 1-го Белорусского фронта. Отличился во время боёв на Магнушевском плацдарме. 14 января 1945 года он во главе роты прорвался в траншею противника, что обеспечило успешное выполнение боевой задачи всем полком. В ходе форсирования Пилицы рота Вербина захватила плацдарм в районе посёлка Михалув-Дольны к юго-западу от польского города Варка и успешно отбила большое количество контратак врага до подхода основных сил.
Указом Президиума Верховного Совета СССР от 27 февраля 1945 года за образцовое выполнение боевых заданий командования на фронте борьбы с немецкими захватчиками и проявленные при этом мужество и героизм гвардии старший лейтенант Николай Вербин был удостоен высокого звания Героя Советского Союза с вручением ордена Ленина и медали «Золотая Звезда» за номером 5646.
После окончания войны Вербин командовал стрелковой ротой 3-й ударной армии Группы советских войск в Германии. В апреле 1947 года в звании капитана он был уволен в запас. 
Проживал в городе Сенгилей Ульяновской области, находился на различных партийных и советских должностях.
Сначала работал директором детского дома, затем поступил на заочное отделение исторического отделения Ульяновского педагогического института (которое окончил в 1957 году), затем стал директором Сенгилеевской средней школы № 1. Также работал учителем. Скончался 15 апреля 1990 года, похоронен в Сенгилее.
Принимал участие в общественной деятельности, в июле 1982 года в составе советской делегации посетил Польскую Народную Республику.
Подполковник запаса, заслуженный учитель РСФСР. Также был награждён двумя орденами Отечественной войны 1-й степени и одним — 2-й степени, орденом Трудового Красного Знамени, а также рядом медалей.